# Службы казарм Инвалидных гвардейских рот

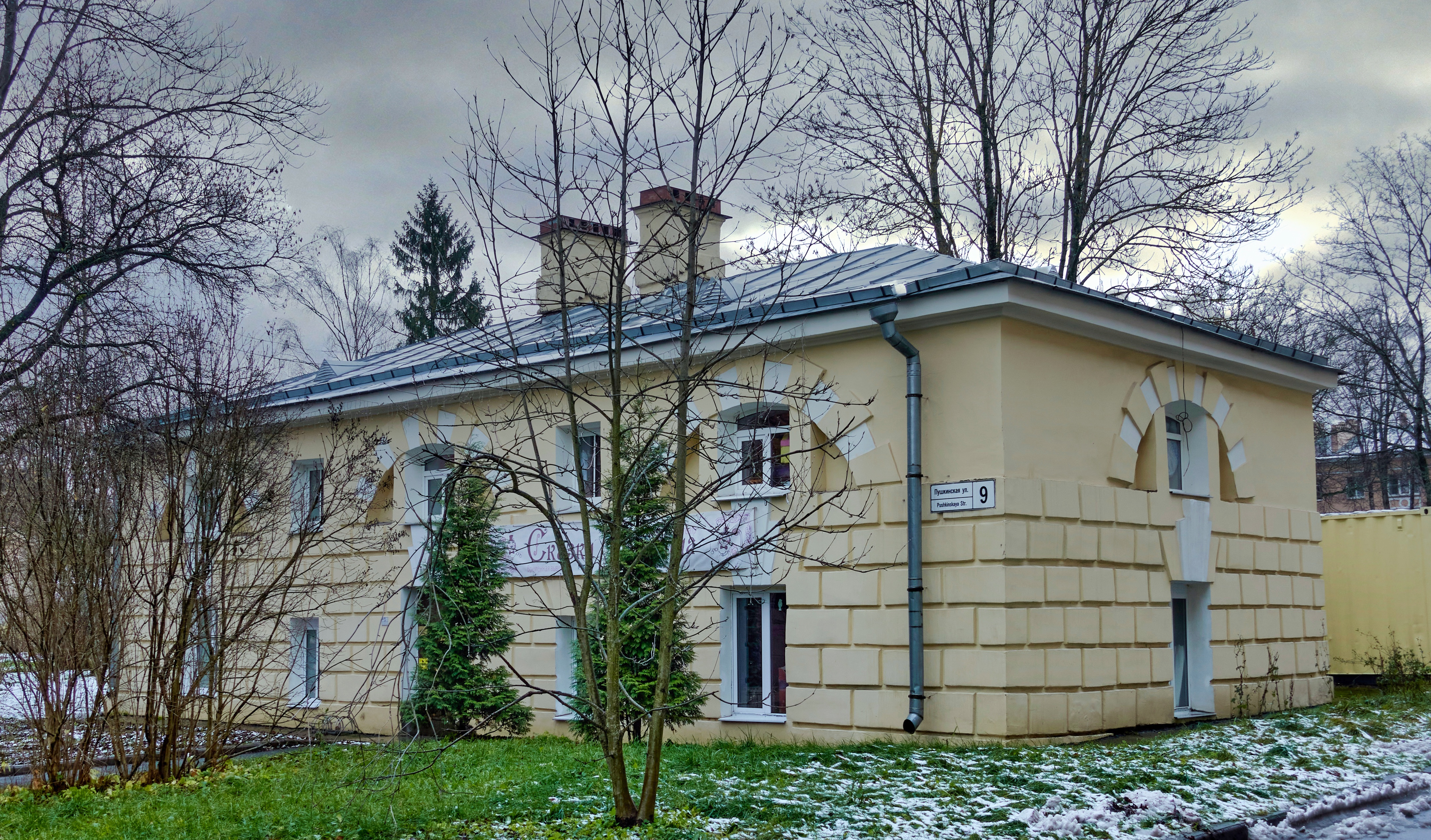
Дом 9

Службы казарм Инвалидных гвардейских рот (Служебные здания инвалидных казарм) — памятник архитектуры, два здания. Расположены в Пушкине, современный адрес — Пушкинская улица, 9, 13а.
Казармы были построены для участников Отечественной войны в 1819—1822 годах по проекту В. П. Стасова. Изначально в комплексе было пять жилых зданий и три служебных, причём служебные здания стояли в глубине участка. Большая часть зданий (четыре солдатские и одна офицерская казарма, водоразборный бассейн городского водопровода) не сохранилась.
Здания построены в стиле строгого классицизма. Гладкие части стен сочетаются с рустованными плоскостями, у зданий перемычки с крупными замками и полукруглые окна с широкими клинчатыми архивольтами.
В первом этаже дома по Пушкинской улице, 9 были прачечные с печами и котлами для нагревания воды, ледники в подвале и помещения для провианта и сушильни на в антресольном этаже. В доме 13 были сарай для экипажей, конюшня на шесть лошадей и ледники, на антресольном этаже хранилось сено, в остальных помещениях хранился хлеб.
С 1859 года помещения были переданы другим ведомствам, в нём размещались вольнонаёмные караульные и садовники.